# الدوري السويدي الدرجة الثانية 1985
الدوري السويدي الدرجة الثانية 1985 (بالسويدية: Division II i fotboll 1985)‏ هو موسم من الدوري السويدي الدرجة الثانية. فاز فيه نادي يورغوردينس.